# 에반게리온 신극장판
《에반게리온 신극장판》(일본어: ヱヴァンゲリヲン新劇場版, 영어: Rebuild of Evangelion)은 2007년 9월 1일부터 일본 전역에서 개봉된 신세기 에반게리온 시리즈의 애니메이션 영화 시리즈이다.

## 개요
신극장판은 2007년 2월 17일 안노 히데아키에 의해 '긴급성명'(緊急声明)이라는 이름으로, 제작의 소신 및 새로운 극장판의 개봉 스케줄이 공개되었다. 21세기를 맞이하여 새로운 '에반게리온'(ヱヴァンゲリヲン)을 새로운 결말로 구성할 예정이라고 하였다.
구체적으로는 총 4부작의 극장판으로 새롭게 제작되며, 모든 영상은 TV판의 콘티를 기초로 하나 전혀 새롭게 그려진다. 또한 에반게리온의 색상 및 디자인, 네르프(NERV), 제레의 마크 등이 리뉴얼된다.
성우는 기존 시리즈와 동일하다.

## 타이틀
| 에피소드                                                                          | 일본 내 개봉일 | 한국 내 개봉일 | 미국 내 개봉일 | 상영 시간                     |
| --------------------------------------------------------------------------------- | -------------- | -------------- | -------------- | ----------------------------- |
| 에반게리온: 서 ヱヴァンゲリヲン新劇場版：序 Evangelion: 1.0 You Are (Not) Alone   | 2007-09-01     | 2008-01-24     | 2009-11-17     | 98분 (영화관) 101분 (무삭제)  |
| 에반게리온: 파 ヱヴァンゲリヲン新劇場版：破 Evangelion: 2.0 You Can (Not) Advance | 2009-06-27     | 2009-12-03     | 2011-03-29     | 108분 (영화관) 112분 (무삭제) |
| 에반게리온: Q ヱヴァンゲリヲン新劇場版：Q Evangelion: 3.0 You Can (Not) Redo      | 2012-11-17     | 2013-04-25     | 2014-01-10     | 95분 (영화관)                 |
| 신・에반게리온 극장판:\| シン・エヴァンゲリオン劇場版:\| Evangelion: 3.0+1.0      | 2021-01-23     | 발표 예정      | 발표 예정      | 발표 예정                     |

## 개봉 전 경과

### 2006년 공개 정보
애니메이션 잡지 뉴타입의 2006년 10월호에, '에반게리온 신극장판 REBUILD OF EVANGELION' 제작이 발표되었다. 이 발표에서, 구 극장판 이래 10년만의 작품이 되는 신극장판은, 전편, 중편, 후편, 완결편의 총 4부작이 되며, 전편은 2007년 9월 1일 개봉, 중편은 2008년 봄, 후편 및 완결편은 2008년 초여름 경에 개봉될 예정이라고 밝혀졌다.
각본과 총감독은 TV판 감독인 안노 히데아키가 맡고, 감독은 TV판 부감독을 맡았던 마사유키와 쓰루마키 가즈야가 맡으며, 새롭게 만들어진 안노 히데아키의 개인 애니메이션 스튜디오인 '카라'가 제작을 맡는다. 작화의 그림 콘티는 전편을 히구치 신지와 교다 도모키,중편을 사토 준이치가 각각 담당한다. 전편의 총작화감독은 스즈키 슌지, 작화감독은 마츠바라 히데노리가 담당한다.
신극장판은, 이전 TV판 및 극장판을 '구세기판'(旧世紀版)으로 규정하려는 안노의 의향에 의해 제작되어, 전작에서 밝혀지지 않았던 새로운 사실이 묘사된다. 프로듀서 오쓰키 도시미치에 의하면, 시간축은 TV 시리즈와 같으나, 전편부터 후편까지는 구작의 필름 영상을 일체 사용하지 않고, 현재 남아 있는 원화를 다시 촬영하며, 여기에 새로운 영상을 대폭 추가한 작품이 된다. 새로운 설정 및 신 캐릭터 도 등장한다. 완결편은 완전히 새로운 작품이 되며, 그 마무리는 기획단계에서 설정했던 구상에 가까운 작품이 되리라는 것이다.

### 2007년 공개 정보
2007년 2월 17일, 일본 전국의 주요 극장에, 안노 히데아키에 의해 '긴급성명'(緊急声明)이라는 이름의 포스터가 붙여지고 특보 영상(문자정보)의 상영이 개시되었다. 4월 11일에는 제목을 에반게리온 신극장판:서(ヱヴァンゲリヲン 新劇場版：序, EVANGELION:1.0 YOU ARE （NOT） ALONE )라고 한다는 내용이 발표되었다. 여기서 'エ'가 'ヱ'로, 'オ'가 'ヲ'로 바뀌었다. 한편, 발표된 안노의 소신발표문의 제목인 '우리는 다시 무엇을 만들려고 하는가?'(我々は再び、何を作ろうとしているのか？)는 1995년 7월 TV시리즈 '신세기 에반게리온'을 방송하기 전 감독 자신이 발표하였던 소신발표문인 '우리는 무엇을 만들려고 하는가?'(我々は何を作ろうとしているのか？)에 대응되는 것으로, 만화판의 제1권에도 수록이 되었다.

## 같이 보기
- 가이낙스
- 뉴타입
- 신세기 에반게리온